# 卡麥爾
卡麥爾（英： 或 ），又名基繆爾（Chemuel）、夏彌爾（Chamuel），寓意是「仰望神的人」。卡麦尔是率领着十四萬四千名能天使的指挥官、十二萬名毀滅天使守護天國之門的大天使，同時也是星期二的守護天使。
卡麦尔與火星相關，是掌管着黄道十二宫之天蠍座（天蝎宮）的天使。

## 易混淆的天使
在一些文献中，卡麥爾有时会与薩麥爾（希伯來文：סמאל，轉寫：Samael）混淆。薩麥爾是已墮落的天使长，他的名字的寓意是「神的惡意」或「神的毒物」，又有「紅色的蛇」之意。

## 形象特徵
在神秘學中，卡麦尔是邪惡的火星的支配者，被公認為是中世紀魔術師的守護天使。傳說当魔術師施法時，卡麥爾便會盤旋在其上空保護魔术师。由於火星在許多神話中都被視為戰爭之星，因此卡麥爾也被视为天界中除了加百列外無敵的戰神。他頭戴白銀盔，穿著護胸，全身上下包括羽翼都是綠色的。

## 在通俗文化作品中
- 輕小說《約會大作戰》——精靈〈炎魔〉五河琴里的天使〈灼爛殲鬼〉。

## 畫廊

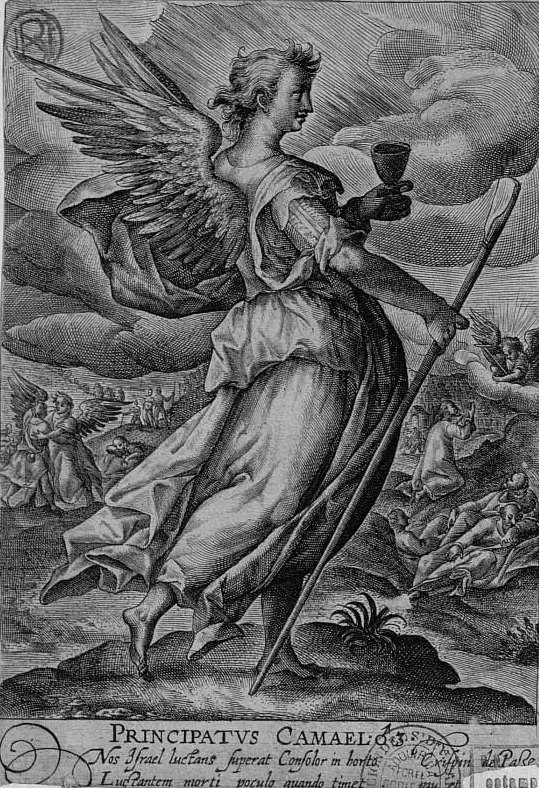
權天使卡麥爾雕版畫，1575年。西班牙國家圖書館，馬德里。
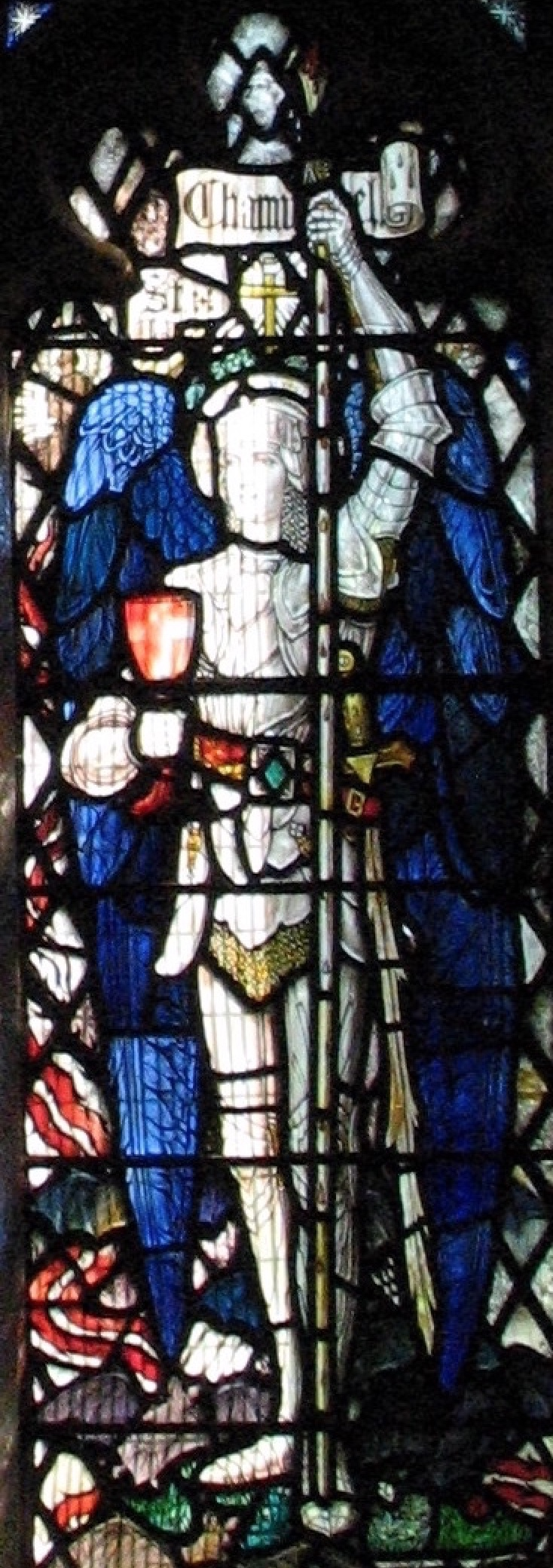
着鎧甲的聖夏彌爾，花窗玻璃細節，位於英國梅里登（英语：Meriden, West Midlands）的聖羅倫斯堂（St Laurence Church, Meriden）。
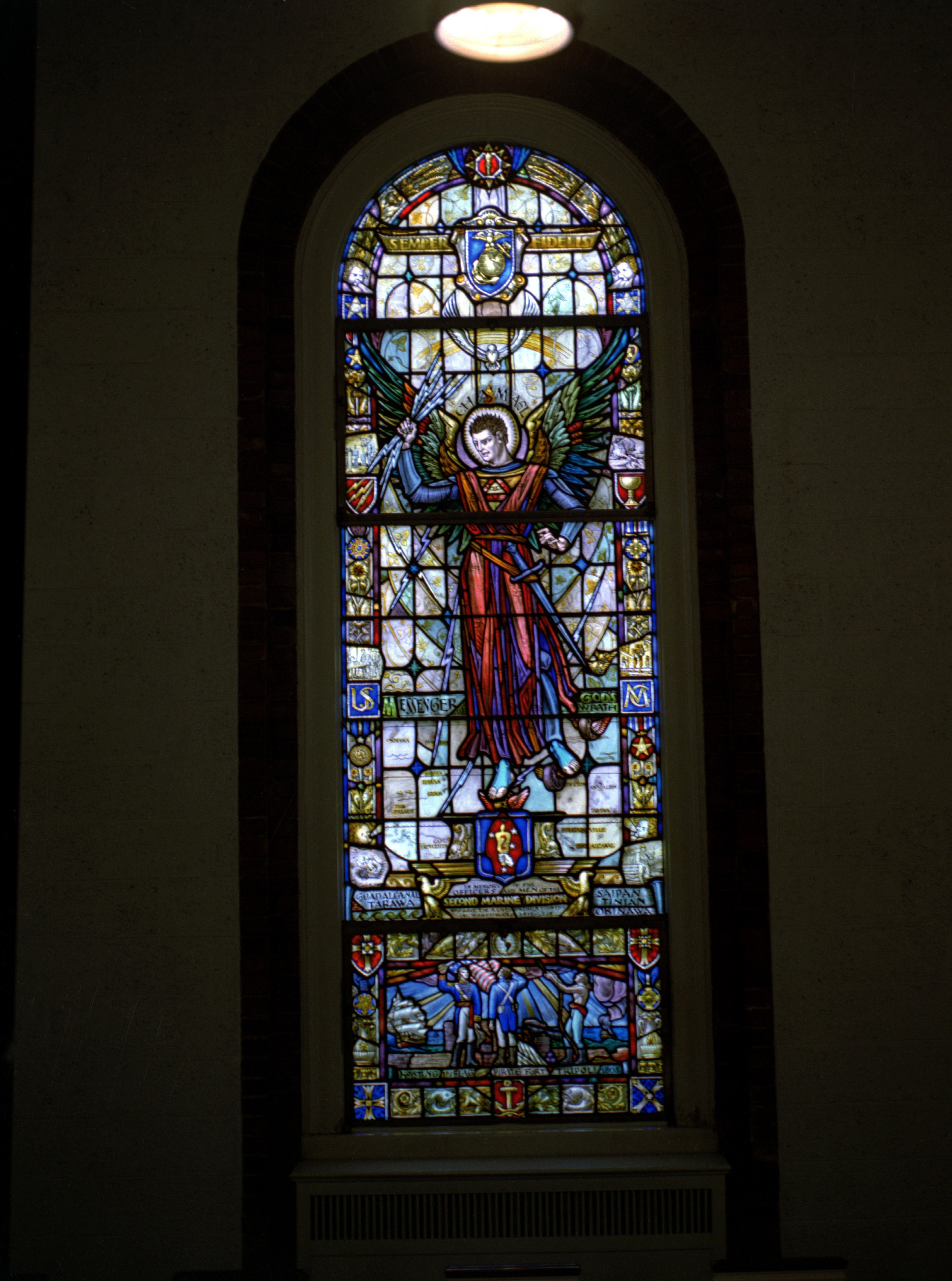
大天使卡麥爾，彩繪玻璃窗，位於北卡羅萊納州勒瓊營海軍陸戰隊基地的新教小聖堂。
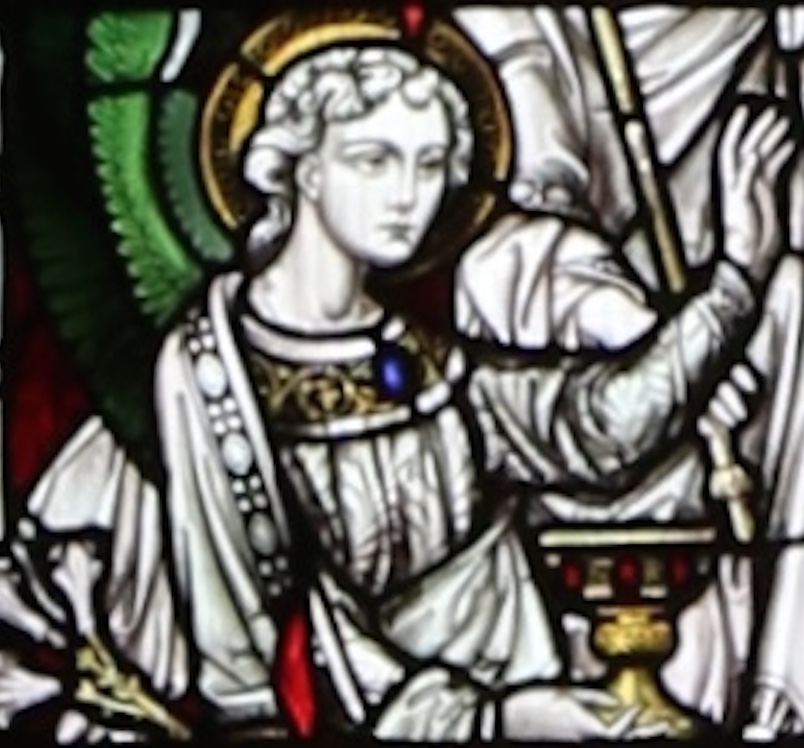
大天使夏彌爾，彩繪玻璃窗，位於英格蘭伯明罕的牛環聖馬丁教堂。
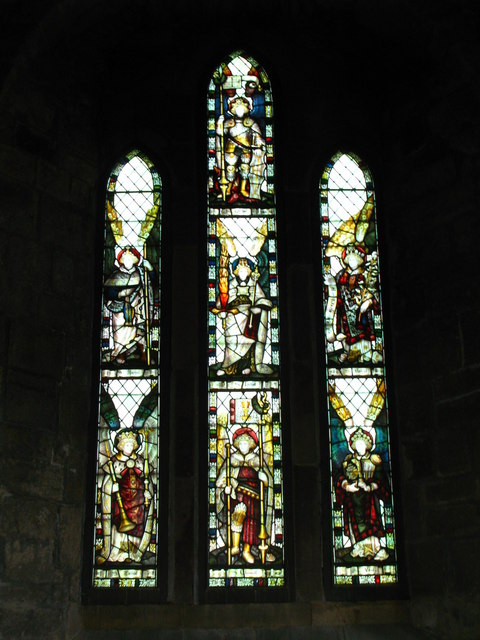
七大天使長，夏彌爾位於中間下方，祂右手持長杖，左手執旗，旗上繪有祂的象徵聖爵。花窗玻璃，位於英國諾森伯蘭郡沃登（英语：Warden, Northumberland）的聖米迦勒暨諸天使堂。
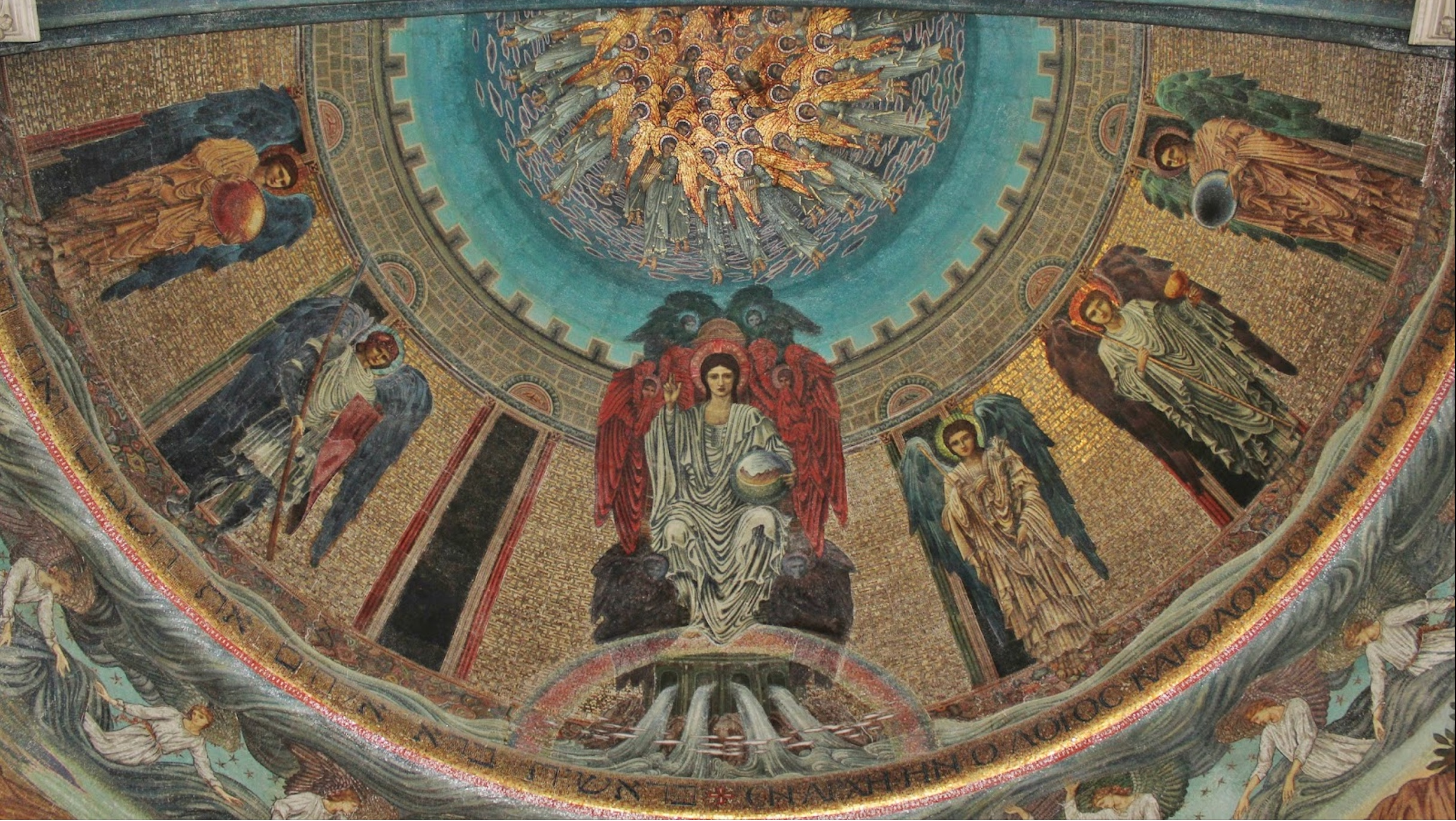
位於羅馬城內聖保羅教堂的馬賽克鑲嵌畫「坐在新耶路撒冷王座上的基督」，基督兩邊描繪五名天使長，從左到右分別是：烏列爾、米迦勒、加百列、基繆爾（手持聖爵）、祖菲爾。